# Chitungwiza
Chitungwiza, popularnie nazywane „Chi Town” – miasto w Zimbabwe, w prowincji Harare, dynamicznie rozwijające się miasto-sypialnia, 30 kilometrów na południe od stolicy. Liczy obecnie 369,4 tysięcy mieszkańców. Powstało w 1978 z 3 miejscowości: Seke, Zengeza i St Marys. Pełne prawa miejskie otrzymało w 1981. Jest trzecim pod względem wielkości miastem w Zimbabwe.
W mieście rozwinął się przemysł cementowy oraz spożywczy.